# Liberland
Liberland, uradno Svobodna republika Liberland (angleško Free Republic of Liberland), je samooklicana država, ki se nahaja na zahodnem bregu reke Donave med Republiko Hrvaško, s katero si deli kopensko mejo, in Republiko Srbijo. Razglasila jo je skupina ljudi na čelu s češkim libertalnim politikom Vítom Jedličko dne 13. aprila 2015.
Na uradni strani Liberlanda je moč razbrati, da je bila država ustanovljena na podlagi hrvaško-srbskega spora glede poteka meje. Tega ozemlja si po trditvah predsednika ni delila nobena od sosednjih držav.
Hrvaške izvršne oblasti (obmejna policija) so v začetku meseca maja 2015 omejile dostop do ozemlja Liberlanda. Predsednik Vít Jedlička je bil tako dvakrat v mesecu pridržan s strani hrvaške policije za manj kot dan, na dveh različnih lokacijah: vstop s Hrvaške strani po kopnem in vstop z mednarodne vodne poti Donave. Po poročilih medijev in Liberland Settlement Association je bilo po maju 2015 na ozemlju aretiranih in odpeljanih na Hrvaška sodišča okrog 50 ljudi z obtožbami ilegalnega prečkanja meje, ne glede iz katere strani (Hrvaške ali Srbske) so vstopili na to območje.
V 1. januarja 2023 je Hrvaška vstopila v Schengensko območje, kar so Liberlandčani v nekaj naslednjih mesecih izkoristili za krajše obiske Liberlanda, četudi območje Liberlanda ne spada v Schengensko območje.
Aprila 2023 je YouTuber Nikolas Omilana skupaj z manjšo ekipo s vodnimi skuterji vstopil na območje Liberlanda in tam zasadil zastavo. Kmalu po tem je do njega pristopil hrvaški policist, ki mu je ukazal naj se uleže, nato pa ga nekajkrat brcnil. Na koncu je bil Nikolas izpuščen brez izrečene kazni. Video o dogodku je bil na YouTube objavljen julija 2023 in si ga je ogledalo več milijonov ljudi, o njem pa so tudi poročali številni hrvaški in srbski mediji.
Julija 2023 se je predsednik Vít Jedlička v Zagrebu sestal s hrvaškim predsednikom Zoranom Milanovičem in nekdanjo predsednico Kolindo Grabar-Kitarović, v sklopu ACAP konference.
V začetku avgusta 2023 so Liberlandčani postali stalno prisotni na območju Liberlanda in začeli z naseljevanjem. 6. avgusta 2023 je predsednik naznanil odprtje mejnega prehoda med Hrvaško in Liberlandom. Hrvaška policija pa je nato začela s nadzorom in pregledovanjem osebnih dokumentov vseh, ki vstopajo in izstopajo iz območja Liberlanda. Prvo naselje se je začelo graditi v neposredni bližini stare lovske koče, ki je bila porušena leta 2018. Naselje so poimenovali Jefferson Square.  

## Geografija
Ob koncu vojne med Hrvaško in Srbijo so nekatera obmejna območja ostala sporna, kot je na primer otok Vukovar in otok Šarengrad. Kljub temu pa so nekatera območja ostala brez države, ki bi si jih lastila. Liberland je bil razglašen na največjem izmed območij, imenovanem "Gornja Siga".
Ozemlje je veliko približno 7 km² in pretežno poraščeno z gozdom. Češki novinar je kraj obiskal aprila 2015 in našel zapuščeno hišo, ki je bila po pričevanjih lokalnih prebivalcev, zapuščena približno 30 let. Omenil je tudi, da so ceste v slabem stanju.

Reka Donava, edina obala Liberlanda je mednarodna vodna pot s prostim dostopom do Črnega morja za nekaj kopenskih držav. Predsednik Vit Jedlička je zato predlagal uporabo čolnov za dostop do ozemlja.
Liberland ni najmanjša država, saj obstajate še dve mednarodno priznani suvereni državi, ki sta manjši: Vatikan in Monako.

## Zgodovina
Na dan razglasitve republike Liberland so Vít Jedlička in nekaj njegovih zaveznikov na ozemlju Gornje Sige izobesili zastavo.
 Jedlička je član češke politične stranke Stranka svobodnih državljanov, ki temelji na vrednotah libertarizma.
Jedlička je v izjavi dejal, da niti Srbija, niti Hrvaška ali kateri koli druga nacija ne priznava te zemlje kot svoje (terra nullius). Meja po njegovem temelji tako na Hrvaški definiciji meje, kot tudi na Srbski, tako se ta ne prekriva s suverenim ozemljem katere koli od sosednjih držav.
 Jedlička je aprila 2015 poslal diplomatsko noto Hrvaški in Srbiji in kasneje tudi ostalim državam, s prošnjo po mednarodnem priznanju.

### Odzivi
Aprila 2015 je v intervjuju s Parlamentní Listy predsednik Jedlička dejal, da prejema pozitivne odzive za njegovo iniciativo predvsem s strani njegove stranke, vendar ga podpirajo tudi nekateri člani strank Državljanske demokratske stranke Češke in Češke Piratske stranke.

Dominik Stroukal, s češko-slovaške veje Ludwig von Misesovega inštituta, je napisal: »Vratolomni uspeh za Víta. Cel svet poroča o Liberlandu z besedami, kot so davčna konkurenca, liberalizem ipd.«
Z razliko od naših prednikov, raziskovalcev, pionerjev in nasilnih kolonialcev nismo imeli možnosti poskusiti. Morda nam uspe narediti drugače, kot so to storili drugi, glede na tehnološki napredek, širiši pogled na raso in spol in upajoč na mirnejšo umestitev.— ru, Bloomberg View 
Goran Vojković iz hrvaškega tabloida index.hr je opisal Liberland kot »cirkus, ki ogroža Hrvaško ozemlje« in trdil, da obstaja tveganje, da bi Hrvaško načelo nadzora ozemelj na drugi strani Donave bilo oslabljeno s preusmerjanjem pozornosti na Liberland. Dejal je tudi, da bi moralo bit »vsako prečkanje meje s hrvaške strani [...] kaznovano«.
V 17. polletni številki častnika, Journal mednarodnega prava, ki ga izdaja Pravna fakulteta v Chicagu (ZDA) je bil objavljen obširen esej, v katerem je obravnavan Liberland, zgodovina državotvornosti ter anaiza meje med Hrvaško in Srbijo. Esej razlaga, v katerih pogledih lahko Liberland razumemo kot uradno državo in v katerih ne. Razložen je koncept terra nulliusa (nikogaršnje zemlje), ki je bil glavni vzgib za nastanek Liberlanda prav na tem mestu.

### Predavanja na univerzah
Jedlička je imel predavanje 20 aprila na univerzi Prague School of Economics (Ekonomska šola v Pragi) z naslovom "Liberland – how a state is born" (Liberland - kako nastane nova država). Govoril je o več aspektih projekta in zanimanj, ki so pritegnila svet. Ena izmed tem je bila Konvencija v Montevideu in ob tem razložil kako se Liberland približuje izpolnitvi načel konvencije, ki se navezuje na definicijo države. V času predavanja je bilo imenovanih 10 ljudi, ki so bili željni sprejeti vlogo predstavnika za odnose s tujino in bili pripravljeni, da se preselijo na ozemlje Liberlanda.
Teme so prav tako obravnavale koncept prostovoljnih davkov in kako je veliko število prošenj za državljanstvo vplivalo na prestrukturiranje in obdelavo podatkov prošenj, saj je prej temeljilo zgolj na e-poštnem naslovu. Omenjen je bil tudi načrt organizacije nekakšnega dogodka, kjer bi se stvari prodajale brez davka. Jedlička je tudi pojasnil, da Hrvaška projekta ne more preganjati, saj je Liberland na ozemlju, ki ne spada pod hrvaško jurisdikcijo.

### Večje konference
V hotelu Lug, Hrvaška je bila 16. aprila 2016 organizirana 1. večja konferenca v neposredni bližini Liberlanda, ki se jo je udeležilo okoli 70 ljudi. Predstavljen je bil dolgoročni plan razvoja Liberlanda, analiza ekonomskega doprinosa sosednjim regijam, politična analiza Hrvaške in Srbije, ter nekatere druge tematike, kot so elektronske volitve, Bitcoin in blokverižne tehnologije. Poleg tega je bil razglašen tudi zmagovalec arhitekturnega natečaja, ki se ga je udeležilo preko 30 arhitekturnih studijev s celega sveta. Predsednik Vit Jedlička, kot soorganizator dogodka, na samem dogodku ni mogel biti prisoten, saj so mu Hrvaške oblasti po večkratnih poizkusih onemogočile vstop na ozemlje R. Hrvaške.
Druga večja konferenca je bila 26. avgusta 2016 v Hotelu Park, Novi Sad, Srbija. Tematike konference so bile predstavitev zadnje verzije ustave, koncept privatnih mest, prednosti in slabosti demokracije, predstavitev predloga prve banke Liberlanda, pregled trenutne ureditve zračnega prostora nad Liberlandom, ter analiza politične situacije Hrvaške in Srbije.
V Sloveniji se je 12.12.2017 predsednik Vit Jedlička, kot govorec, udeležil blokverižne konference »Blockchain & Bitcoin Conference Slovenia«.

### Dostop
Hrvaška stran je leta 2015 na območje napotila policijske enote, z namenom preprečitve vstopa v nenaseljeno območje Liberlanda.
Ekipa novinarjev nacionalne Srbske televizije Radio Televizija Vojvodina je poskušala obiskati območje z namenom snemanja prispevka. Poročali so, da so jim na Hrvaški mejni postaji prepovedali dostop brez jasnih pojasnil in dejali, da je bila zastava Liberlanda odstranjena. Kljub temu je češki skupini novinarjev uspelo vstopiti na območje kasneje isti teden.
Bosanski skupini novinarjev hiše Dnevni Avaz so ob poskusu vstopa Hrvaški policisti dejali, da bo Hrvaška vsak poskus vstopa na območje z avtom kaznovala z denarno kaznijo 2500 HRK. Tako so si novinarji od lokalnih ljudi sposodili kolesa, a vendar so ob ponovnem poskusu vstopa naleteli na policijsko patruljo, ki jim je prepovedala nadaljevanje poti.
Maja 2015 sta za krajši čas bila Vít Jedlička in njegov prevajalec Sven Sambunjak pridržana, po tem ko sta poskusila prečkati kopensko mejo s Hrvaške strani. V pridržanju sta preživela eno noč, nakar jima je bilo odrejeno plačilo kazni za nezakonito prečkanje Hrvaške meje, vendar sta se na rasodbo pritožila. Jedlička je ob tem trdil, da so bili na območju še vsaj trije švicarji, državljani Liberlanda. 
Aretacije ni videl kot nekaj negativnega, ampak kot priložnost, da se začne razpravljati o politiki in možnost vpogleda v mišljenje ljudi, ki delujejo za hrvaško policijo in vlado. Po menenju Jedličke so bili policisti prijazni in radovedni glede projekta.
Po nekaj dneh po tem pridržanju so pridržali še šest ljudi (iz Češke, Irske, Nemčije, Danske in ZDA) in jih tudi oglobili. Pritožba je bila poslana na Dansko ambasado v Zagrebu, saj so med časom prijetja in pripora bili onemogočeni vsi kontakti z zunanjim svetom. Njihov cilj je bilo pod okriljem švicarske neprofitne organizacije Liberland Settlement Association naseliti Liberland.
Na spletni strani Liberlanda je bilo zapisano, da je Hrvaška policija ponovno priprla Jedličko in 10 drugih ljudi 16. maja 2015. Jedlička je bil spuščen na prostost po obravnavi na sodišču 17. maja 2015.
V maju 2016 je bilo objavljenih več odločitev hrvaškega sodišč. Višje sodišče je odločilo, da je prečkanje meje v Liberland iz Hrvaške nezakonito, vendar je označilo obtožbe prečkanja meje iz Srbije v Liberland za nepravilne. Sodišče je izjavilo, da je okrajno sodišče naredilo »temeljno kršitev prekrškovnih postopkov« in »bistvene postopkovne kršitve«. Nadalje je odločilo, da »so dejstva napačno in nepopolno ugotovljena [s strani tožilca], kar bi lahko privedlo do napačne uporabe materialnega prava«. Ponovno sojenje je bilo naloženo šestim od 7 pritožb.
Avgusta 2023, po tem ko se je hrvaška stran odločila, da dovoli vstop ljudem na to območje so Liberlandčani začeli z naseljevanjem in vzpostavili mejni nadzor. Ker hrvaška stran Liberlanda uradno ne priznava, uradno tudi ne priznava mejnega prehoda, vendar na tem območju in dostopni cesti vrši kontrolo dokumentov. Dostop do ozemlja je možen po kopnem iz kraja Zmajevac, vendar je vožnja po cesti, ki vodi do Liberlanda možna le s kolesi ali peš. Drug način pristopa je preko ladijske povezave, ki jo je Liberland vzpostavil iz hrvaške Batine. 

## Struktura

### Administracija
Za administracijo Liberlanda je bila predlagana vlada z »deset do dvajset člani«. Za volitve je predviden elektronski sistem volitev.

### Meje in imigracija
Liberland namerava delovati po načelih odprto mejne politike.

### Državljanstvo
Uradno geslo Liberlanda je »To live and let live« (Živeti in pustiti živeti)
Cilj te države je ustvariti družbo kjer lahko pravični ljudje uspevajo brez državnih predpisov in davkov. Ustanovitelji se zgledujejo po državah kot sta Monako in Lihtenštajn. Sodeč po uradni spletni strani so zgolj ljudje s komunistično, neonacistično in drugo ekstremistično zgodovino neupravičeni državljanstva.
Po izjavah časnika The Guardian (VB), je v prvem tednu bilo prejetih 200.000 prošenj za državljanstvo.
V začetku maja 2015 je bilo izdanih prvih (okrog) 30 državljanstev Liberlanda. Podelitev se naj bi odvila v Liberlandu, vendar je hrvaška policija preprečila vstop skupini s hrvaške strani. Prav tako so poskusili vstopiti s prečkanjem reke iz srbske strani z ribiškimi čolni, a tudi ta poskus ni uspel, saj ribiški čolni niso imeli dovoljenj za transport ljudi. Srbske oblasti so nato obvestile Jedličko, da bodo aretirali ljudi, ki poskušajo nezakonito prečkati mejo. Zato so izvedli improvizirano ceremonijo podelitve državljanstev v Bačkem Monoštru (Srbija). Istočasno je Jedlička organiziral ponoven poskus potovanja po Donavi z ladjo s češkega ozemlja.

### Zakonodaja
Objavljen je bil osnutek kodificirane ustave  in seznam zakonov, ki jih bo ustava uključevala. Te dokumenti opisujejo Liberland kot državo, ki jo upravlja deljena oblast izvršilne, zakonodajne in pravne službe, ki si prizadeva za uveljavitev pravic posameznika. Vsebujejo tudi seznam kriminalnih dejanj kot so umor, uboj in kraja, med drugim pa tudi onesnaževanje okolja in kršitve javnega reda in miru.

### Ekonomija
Obstajajo načrti za uraden kriptovalutni sistem, kljub temu pa bodo dovoljene vse ostale valute. Organizacija Liberlanda prav tako sprejema donacije v obliki bitcoina.
Politiki bo z ustavo prepovedano zadolževanje države in naroda.

## Priznanje
Do zdaj Liberlandu še ni bilo podeljeno diplomatsko priznanje s strani držav članic Združenih narodov.

### Diplomacija
Liberland ima po svetu ustanovljenih 90 predstavništev, ki delujejo po principih veleposlaništev.
 Evropska unija: 5. decembra 2018 sta evroposlanca Bill Etheridge in Paul Brothwood - Libertarian Party (Združeno Kraljestvo) v Evropskem parlamentu organizirala dogodek, kjer so evropski poslanci skupaj s predstavniki Liberlanda debatirali o skupni prihodnosti. 

### Dvostranski odnosi
- Somaliland : 24. septembra 2017 je delegacija Liberlanda z vlado Somalilanda podpisala memorandum o soglasju med vlado Liberlanda ter vlado Somalilanda.[49][50] Po ciklonu Sagar, ki je opustošil nekaj vasi v državi, so državljani Liberlanda zbrali sredstva za pomoč in dostavili 7 ton hrane in drugih potrebščin. Dostavo je koordinirala vlada Somalilanda v navezi z veleposlanikom Liberlanda Ericom Czulegerjem.[51]
- Haiti: 5. marca 2020 je Liberland podpisal memorandum o soglasju med vlado Liberlanda in Haitija. Memorandum je podpisal takratni premije Joseph Jouthe.[52]
- El Salvador: 2021 se je delegacija Liberlanda v sklopu dogodka Bitcoin Week sestala z več predstavniki Salvadorske vlade. Liberland Aid Foundation je donirala več kot 1 bitcoin (takrat vrednih preko 60.000 ameriških dolarjev) bolnici Hospital de Niños Benjamin Bloom v San Salvadorju. [53]

### Uradne izjave držav
- Hrvaška: Hrvaški minister za zunanje in Evropske zadeve je omenil Liberland, a ga zavrnil kot internetno šalo, brez nadaljnjih komentarjev.[54] Kasneje, 29. junija 2015 je Hrvaško veleposlaništvo v Londonu podalo uradno izjavo, ker trdi, da je meja med Srbijo in Hvaško še v procesu pogajanj in da ne vključuje območja, ki bi lahko bila na voljo tretjim osebam ter navodilo naj obiskovalci obmejnih območjih upoštevajo državne predpise.[55][56] V maju 2016 je pismo Hrvaškega ministra za zunanje zadeve Miro Kovača, notranjemu ministru Hrvaške Vlahu Orepiću, naslovilo Liberland kot »provokativno idejo, ki je dosegla resne razrešenosti«, ki »predstavljajo grožnjo Republiki Hrvaški«. V pismu je bila podana zahteva po iskanju rešitve da se »ustavi promocija in poskusi realizacije ideje Liberlanda«, ter predlog da »Ministrstvo za notranje zadeve, Varnost in Varnostna agencija (SIA), Ministvrstvo za pravosodje ter Ministrstvo za zunanje in evropske zadeve koordinirajo ter uskladijo nujne ukrepe, da bo ta provokativna ideja lahko ustavljena«.[57] Tematika Liberlanda je bila dne 17. januarja 2017 v razpravi v Hrvaškem Saborju, kjer je poslanec Ivan Pernar, s stranke Živi Zid prebral pismo predsednika Vita Jedličke, čemur je sledila razprava.[58]
- Srbija: Srbsko ministrstvo za zunanje zadeve je izjavilo, da se Liberland ne nahaja na ozemlju republike Srbije, ampak projekt velja kot neresen, brez nadaljnjih komentarjev.[17]
- Egipt: Egiptovsko ministrstvo za zunanje zadeve je ljudi posvarilo o možnosti prevar, še posebej tistih, ki iščejo delo v tujini. »Egipčani bi se morali najprej obrniti na ministrstvo za zunanje zadeve preden potujejo v tujino za delo in ne zgolj na socialne medije.« [59]
- Češka: Češko ministrstvo za zunanje zadeve se je oddaljilo od aktivnosti gospoda Jedličke in izjavilo da z njimi nima nič. Ministrstvo je prav tako izjavilo, da morajo »Gospod Jedlička, kot tudi ostali češki državljani, na območju med Hrvaško in Srbijo upoštevati lokalno zakonodajo. Češka republika meni, da so aktivnosti gospoda Jedličke neprimerne in potencialno škodljive.« [60] Češka ambasada v Zagrebu je prav tako opozorila da so »napori ustanovitve nove države brez osnov v mednarodnem pravu« in da »morajo Češki državljani kot tudi vsi tujci na ozemlju Hrvaške upoštevati hrvaško zakonodajo, vključno s trenutno ureditvijo na Hrvaško-Srbski meji. Prečkanje hrvaške meje (tj. zunanje meje Evropske unije) zunanj označenih mejnih prehodov, kot ga izvajajo popotniki v tako imenovan Liberland je jasna kršitev zakonodaje.«[61]
- Slovenija: Ministrstvo za zunanje zadeve RS je 4.1.2018 odgovorilo na pobudo objavljeno na portalu »predlagam.vladi.si«, kjer je bil s strani pobudnika predlagano začetek razprave o priznanju republike Liberland. Z ministrstva so odgovorili, da »Republika Slovenija svoje odločitve o priznanju novih držav sprejema na podlagi kriterijev, določenih v Konvenciji iz Montevidea o pravicah in dolžnostih držav.«[62] ter »Odločitev za priznanje druge države temelji na preučitvi vseh okoliščin in je enostranski akt, ki pomeni priznavanje mednarodnopravne subjektivitete drugi državi.«[62] Iz odgovora je tudi moč sklepati, da Republika Slovenija ne namerava razmišljati o priznanju, preden republika Liberland ne bo priznana s strani katerega drugega mednarodnega subjekta.

### Uradne izjave političnih strank
- Švica: 16. aprila 2015 je stranka Swiss Unabhängigkeitspartei (Stranka za neodvisnost), ki jo vodi Brenda Mäder podprla nastanek Liberlanda in prizanja Švicarske vlade.[63]
- Nemčija: 21. maja 2015 je stranka Party of Reason izrazila podporo na njohovi Facebook strani s sporočilom »Držali bomo pesti.«[64]
- Norveška: 9. maja 2015 je kapitalistična stranka izrazila podporo nastanka Liberlanda.[65]
- Češka: 14. maja 2015 je ustanovitelj stranke TOP 09 Party Miroslav Kalousek zapisal, da razume Liberland kot šalo in ga pri tem podpira.[66]
- Češka: 20. maja 2015 je voditelj stranke Svobodni državljani Petr Mach izrazil podporo nastanka Liberlanda in zapisal, da želi stranka Svobodni državljani narediti Češko podobno svobodno kot je Liberland.[67]
- Španija: 31. maja 2015 je španska Liberalna stranka izrazila podporo nastanka Liberlanda.[68]

### Uradne izjave mikrodržav
- Samooklicana mikrodržava Kraljestvo Severnega Sudana, ki se nahaja na območju Bir Tawila med Egiptom in Sudanom, je priznala Liberland kot samostojno republiko.[69]
- Vlada samooklicana mikrodržave Sealand, ki se nahaja na opuščeni vojaški morski utrdbi je zapisala, da Liberland podpira in ga pozorno opazuje.[70]

## Splošni viri
- Uradna spletna stran, v Angleščini in Češčini Arhivirano 2015-04-24 na Wayback Machine.
- Originalen članek na nova.cz (češko)
- Interview with founder Vít Jedlička (češko)
- InSerbia article (angleško)
- članek International Business Times (angleško)
- Liberland – jak vzniká stát (»Liberland – how a state is born«) na YouTubu (češko)